# 코트니 자인스
코트니 자인스(Courtney Jines, 1992년 5월 4일 ~ )는 미국의 배우이다.

## 출연 작품
- 실버 벨스 (2005)
- 윈-딕시 때문에 (2005)
- 워 앳 홈 (2005)
- 레드 벳시 (2003)
- 스파이 키드 3D- 게임 오버 (2003)
- 가우디 애프터눈 (1998)